# خلاف

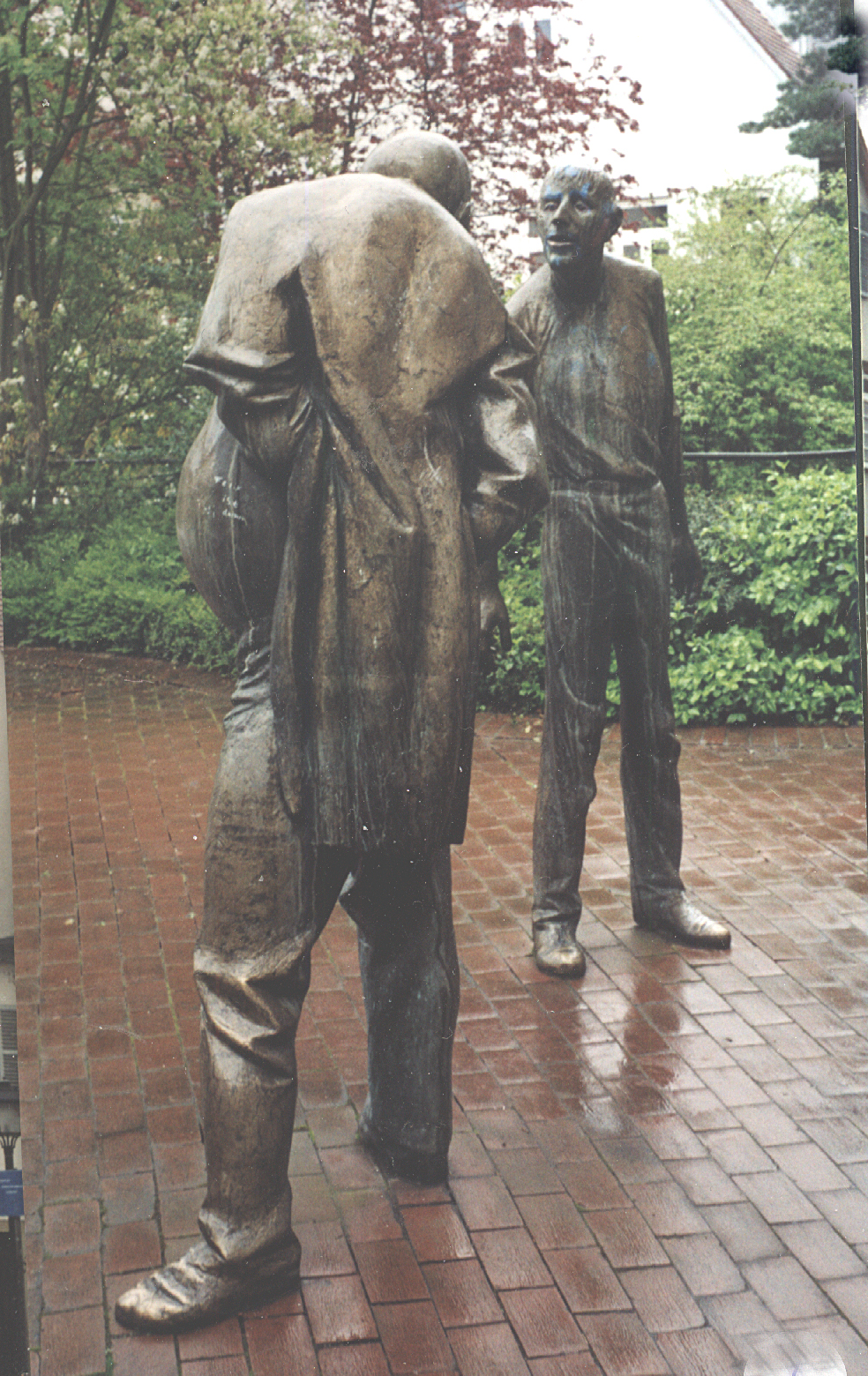

الخلاف هو مصطلح يشير إلى التناقض أو الاختلاف في وجهة النظر أو رأي بين شخص أو عدة أشخاص؛ والذي قد يؤدي إلى الاحتكاك أو التصادم بين طرفين اجتماعيين أو أكثر، وهذه الأطراف يمكن أن تكون أفرادًا أو مجموعات أو دولًا.
وتنشأ الخلافات لان كل فرد فريد في ذاته ولهذا فكل فرد له قيم وحاجات ورغبات تختلف عن التي عند الاخرين وفي غالب الأحيان ينشأ الخلاف بين طرفين بسبب وجود أهداف يعتقد كلا الطرفين انها هي الاصح، هذه الأهداف قد تكون نتيجه لحقائق موضوعية أو قيم فردية أو حتى وجهات نظر حيت ان كثيرا من الخلافات قد تبدأ نتيجه سوء تفاهم بين طرفين.
وتتدرج مستويات الخلاف كما يأتي: اولاً الخلاف الخفي ويتمثل في مشاعر داخليه غير ودية لدى أحد طرفي الخلاف تجاه الطرف الآخر واسباب هذه المشاعر عديده منها الغيرة والحسد وهذا المستوى يتمثل في بدايه الخلاف ويتطور الي مستويات أخرى.
ثانيًا الخلاف المحسوس، ويتمثل في تحول المشاعر المخفية الي مشاعر محسوسة ويحدث ذلك حينما يدرك أحد طرفي الاخلاف المشاعر الخفية لدى الطرف الآخر.
ثالثًا الخلاف الملاحظ، ويتمثل في بدايات ظهور الخلاف بين طرفي الخلاف بحيث يمكن لطرف ثالث لم يدخل في الخلاف ان يلاحظ ان هناك خلافا بين الطرفين.
رابعًا الخلاف الظاهر، وهو التي تظهر فيه آثار الخلاف جلية اما بمشاعره عدائية متبادلة أو بأقوال حادة وقد يتطور الخلاف الي عنف واحتكاك بدني نتيجه اصرار كل طرف على رأيه.
وتترتب على الخلاف نتائج سلبية إن لم تعامل بإيجابية تتمثل في القلق وعدم الاستقرار النفسي والاجتماعي، وهو ماقد يؤثر على علاقات الفرد الاجتماعية ويقلل من انتاجيته العلمية.
وفي المقابل تترتب على الخلاف نتائج ايجابية إن لم تعامل بإيجابية بمواجهة الخلاف والعمل في حله فمثلا يتعرف الفرد أكثر على افكاره وقيمه عندما يقارنها بأفكار الفر الآخر وقيمه وقد يتعلم مهارات التواصل والنقد الذاتي.
هناك ناسًا كثيرين لا يعرفون كيفية التعامل مع الخلافات بطريقة سليمة وبعيدة عن العنف لذاك من الضروري اكتساب مهارات حل الخلاف بيني وبين الاخرين في حال حدوثه من اجل العيش السعيد.
هناك عدة أسباب لنشوء الخلاف منها عدم التوافق بين رغبات الاطراف المختلفة وافعالهم أو بسبب ضعف المرونة والتصلب في الرأي ونقص التسامح عند الاختلاف في القيم والثقافات أو بسبب عدم اشباع حاجه من الحاجات الاجتماعية الأساسية كالانتماء المتمثل في الحب والمشاركة والتعاون والتقدير الاجتماعي المتمثل في الشعور بالاهمية والاحترام من الاخرين والحرية المتمثلة في رغبة الافراد بالقيام بالاشياء التي يفضلونها أو الترويح المتمثل في الرغبة بالاستمتاع واللعب أو الامان المتمثل في الرغبة بالشعور بالطمأنينة.
وايضا هناك أساليب للتعامل مع الخلاف اولا الانسحاب وهو أسلوب سلبي يقوم به الفرد بتفادي مواجهه الخلاف، ثانيا التهدئة وتتمثل في قيام أحد طرفي الخلاف في تهدئة الموقف من اجل تفادي الدخول في صدام مع الطرف الآخر، ثالثا الإكراه وهو أسلوب سلبي يتمثل في فرض أحد الطرفين رأيه على الآخر، رابعا طلب المساعدة من شخص آخر وتتمثل في قيام أحد طرفي الخلاف بطلب المساعدة من شخص اخر لمساعدته في حل الخلاف مع الطرف الآخر ويحدث غالبا عندما يعجز أحد طرفي الخلاف في المواجهة، وخامسا هو المواجهة البناءة وتتمثل في وجود رغبة طوعية ومبادرة ذاتية من طرفي الخلاف في الاستماع إلى بعضهما العمل معا من اجل حل الخلاف بشكل منظم.
يقول الله تعالى «إِنَّمَا الْمُؤْمِنُونَ إِخْوَةٌ فَأَصْلِحُوا بَيْنَ أَخَوَيْكُمْ ۚ» ويقول الرسول صلى الله عليهه وسلم «لا يحل للمسلم ان يهجراخاه فوق ثلاث ليال يلتقيان فيعرض هذا ويعرض هذا وخيرهما الذي يبدأ بالسلام».
المبادرة الي التوسط في حل الخلاف بين الافراد لها أهمية كبيرة من اجل احتواء الخلاف سواء كان بمواجهة الطرفين معا أو كل على حدة. وتهدف هذه العملية اى التفاهم والتعاون بين الافراد بمساعدتهم للتعرف على وجهات النظر المختلفة لكل منهما من اجل تطوير التفاهم المشترك بينهما املا بالوصول لحل يرضي الطرفين ويلعب الوسيط دورا رئيسيا في هذه العملية وهو دور صعب يتمثل في ضرورة التوصل لاتفاق حول القواعد الأساسية للنقاش التي تهدف لاظهار الحقائق وتقليل السلوك العدواني ومراقبة طرق التعبير عن وجهات النظر السلبية ودوافعها للوصول لحل مرضي للطرفين.
يجب على الوسيط الاستماع من اجل الفهم وملاحظة نبرات الصوت وتعابير الوجه وغيرها ويحاول ان يضع نفسه في موقف المتحدث ويجب ان يكون صبورا ويظهر للمتحدث الاهتمام والتفهم ويشجعه.